# Trnovče
Trnovče este o localitate din comuna Lukovica, Slovenia, cu o populație de 45 de locuitori.